# Zuzu Angel
Zuzu Angel, nome d'arte di Zuleika Angel Jones, (Curvelo, 5 giugno 1921 – Rio de Janeiro, 14 aprile 1976) è stata una stilista brasiliana naturalizzata statunitense, diventata famosa per essersi opposta alla Dittatura militare brasiliana dopo la scomparsa di suo figlio.
Era anche la madre della giornalista Hildegard Angel.

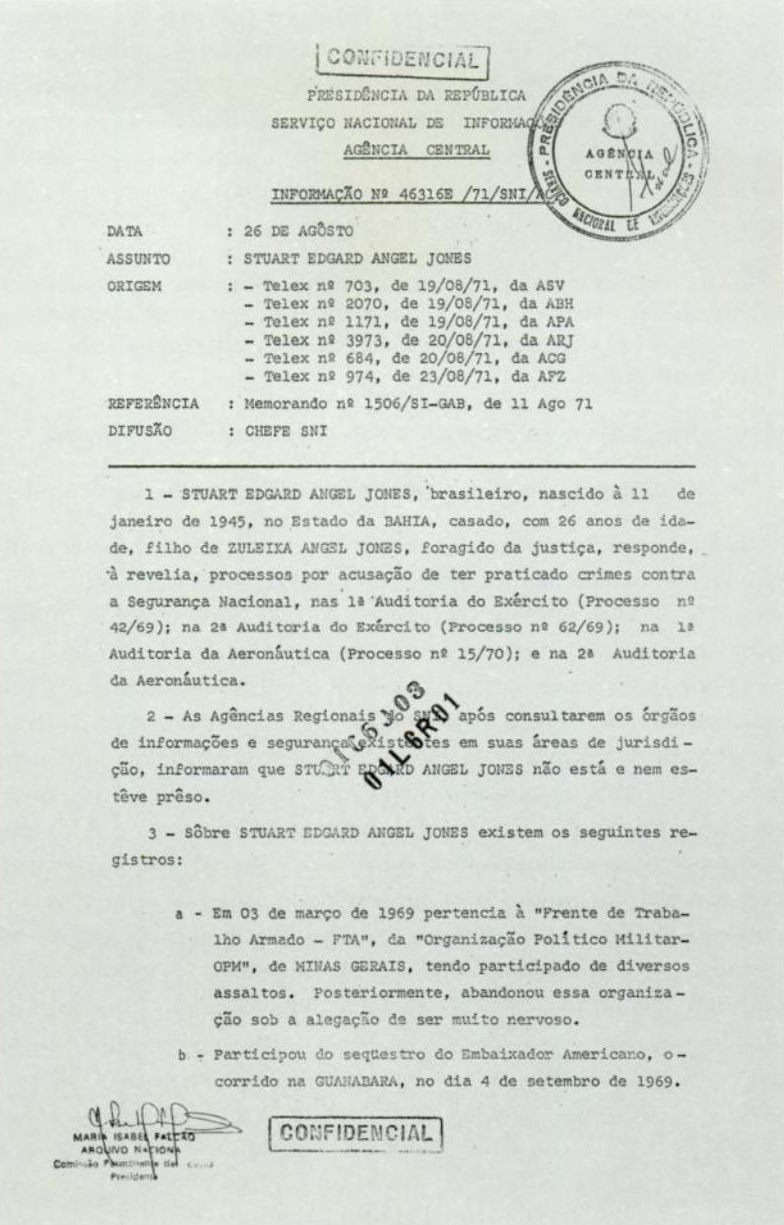
Documento SNI su Stuart, 1971

Nel 2014 la Commissione nazionale per la verità creata per raccogliere e rivedere le informazioni sui crimini commessi durante gli anni della CIA e della Dittatura militare brasiliana, sostenuta dal governo degli Stati Uniti, ha comunicato come un ex agente della repressione militare di nome Cláudio Antônio Guerra abbia confermato il coinvolgimento di agenti dell'apparato di sicurezza nella morte di Angel.

## Biografia
Zuzu Angel era nata a Curvelo, in Brasile. Ancora bambina si trasferì con la famiglia a Belo Horizonte, per poi vivere a Bahia. La cultura e i colori bahiani influenzarono in modo significativo lo stile delle sue creazioni. Nel 1947 andò a vivere a Rio de Janeiro, allora capitale del Brasile.
Negli anni 1950 iniziò il suo lavoro di sarta, realizzando solitamente abiti per i parenti stretti. All'inizio degli anni 1970 aprì un laboratorio a Ipanema, iniziando contemporaneamente ad esporre i suoi abiti sulle passerelle americane. Nelle sue sfilate di moda, sfruttò la gioia e la ricchezza dei colori della cultura brasiliana, facendosi un nome nel mondo della moda del suo tempo.
Sposò un venditore americano, Norman Angel Jones, e l'11 gennaio 1946 ebbero un figlio, Stuart.

### Omicidio di Stuart Angel
Stuart Angel era uno studente universitario presso la Facoltà di Economia dell'Università Federale di Rio de Janeiro quando entrò a far parte del gruppo di guerriglia urbana di sinistra Movimento rivoluzionario 8 ottobre (Movimento Revolucionário 8 de Outubro - MR-8). Era conosciuto dai suoi compagni guerriglieri con i nomi in codice "Paulo" e "Henrique". Sposò la collega militante Sônia Maria Morais Angel Jones, che sarebbe poi morta durante la prigionia per opera della polizia politica della dittatura militare.
Stuart venne arrestato nel quartiere di Grajaú, a Rio de Janeiro, vicino alla Avenida 28 de Setembro, verso le 9 del mattino del 14 giugno 1971, dagli ufficiali del Centro di informazione dell'aeronautica (Centro de Informações da Aeronáutica - CISA). Venne poi tenuto prigioniero presso la sede della CISA, dove, secondo quanto riferito, venne torturato.
Secondo il prigioniero politico Alex Polari, che affermò di aver assistito all'incidente, Stuart venne legato al retro di una jeep con la bocca incollata al tubo di scappamento del veicolo e trascinato attraverso il cortile della base dell'aeronautica militare, provocandone la morte per asfissia e avvelenamento da monossido di carbonio. Il suo corpo non fu mai trovato.

### Conseguenze
Alex Polari scrisse una lettera a Zuzu Angel, spiegandole le circostanze della morte di suo figlio. Sulla base della lettera di Polari e di altre prove, la Angel riferì l'omicidio a Ted Kennedy, che rivelò il caso durante un discorso al Senato degli Stati Uniti. La Angel consegnò anche, all'allora Segretario di Stato degli Stati Uniti Henry Kissinger, una lettera da lei stessa scritta, con una traduzione della lettera di Polari e una copia del ventesimo volume del libro History of the Brazilian Republic di Hélio Silva, in cui viene discussa la morte di Stuart. Secondo Silva, tra le reazioni del regime alle proteste della comunità americano-brasiliana c'erano la rimozione e il successivo ritiro del brigadiere João Paulo Burnier, accusato da Polari di essere responsabile della morte di Stuart, e il licenziamento dell'allora ministro dell'Aeronautica militare, Márcio de Sousa Melo.

### Morte
Zuzu Angel rimase uccisa in un incidente stradale il 14 aprile 1976. Le modalità della sua morte sollevarono sospetti di un ulteriore coinvolgimento del governo; il caso venne indagato dalla Comissão de Mortos e Desaparecidos Políticos (Commissione per le morti e le sparizioni politiche), nell'ambito del processo numero 237/96, che trovò molte ragioni per dubitare della versione ufficiale dei fatti.
Nel 2014 è stato confermato il coinvolgimento di agenti del regime di repressione militare in Brasile nella sua morte. Un ex agente di nome Cláudio Antônio Guerra ha scritto il libro Memories of a Dirty War, in cui descrive diversi crimini a cui aveva partecipato e ha rivelato dettagli sugli eventi storici di quel tempo, tra cui l'attacco del primo maggio a Riocentro, la morte di Zuzu Angel e altri fatti.
Cláudio Antônio Guerra, che era direttore del Dipartimento per l'ordine politico e sociale, noto come DOPS, un dipartimento noto per il coinvolgimento in torture, esecuzioni extragiudiziali e sparizioni forzate, ha sottolineato la presenza sulla scena dell'incidente al momento dell'accaduto del colonnello dell'esercito Freddie Perdigão, un agente della repressione e noto torturatore. In una foto scattata sulla scena dell'incidente nel quale è rimasta uccisa la stilista, Freddie Perdigão è stato visto in piedi vicino all'auto come un passante. La foto era stata scattata il 14 aprile 1976 ed era stata pubblicata dalla stampa il giorno del disastro, ma Perdigão non era stato identificato nella foto fino a quando Guerra non lo aveva identificato con i membri della Commissione.

## Omaggi e riferimenti culturali
- Stuart Angel è l'emblema di Juventude Revolucionária 8 de Outubro, il ramo giovanile di MR-8. MR-8 ora una fazione del Movimento Democratico Brasiliano.
- La probabile morte di Stuart per asfissia e avvelenamento da monossido di carbonio è stata riferita nel testo della canzone Cálice, scritta da Chico Buarque e Gilberto Gil. In omaggio a Zuzu Angel e ad altre madri che non sono state in grado di seppellire i loro figli, Buarque ha scritto la canzone Angélica nel 1977.
- Nel 2006 gli eventi che circondano la morte di Stuart sono stati drammatizzati nel film Zuzu Angel, diretto da Sérgio Rezende. Il film, in cui Daniel de Oliveira interpreta Stuart, parla della lotta di Zuzu per scoprire la verità sulla morte di suo figlio.[6]
- Il tunnel Dois Irmãos, che collega Gávea a São Conrado, lo stesso luogo in cui si è schiantata l'auto di Zuzu, è stato ribattezzato con il suo nome.